# خدا یک گلوله است
خدا یک گلوله است (به انگلیسی: God Is a Bullet) یک فیلم اکشن و ترسناک آمریکایی محصول سال ۲۰۲۳ در سبک علوم خفیه به نویسندگی و کارگردانی نیک کاساوتیس با بازی نیکلای کاستر والدو، مایکا مونرو، جیمی فاکس، جنیوری جونز و اندرو دایس کلی است. این بر اساس رمانی به همین نام اثر بوستون تران است. همچین سیدنی کیمل به عنوان تهیه‌کننده اجرایی در این فیلم فعالیت می‌کند.

## داستان فیلم
این فیلم دربارهٔ کارآگاه باب هایتاور (با بازی نیکلای کاستر والدو) است که متوجه می‌شود همسر سابقش به قتل رسیده و دخترش توسط یک فرقه موذی ربوده شده‌است. هایتاور امور را به دست خود می‌گیرد و به فرقه مخفی نفوذ می‌کند تا سعی کند دخترش را نجات دهد. با کمک تنها کیس هاردین (با بازی مایکا مونرو) زن فراری قربانی فرقه.

## تولید فیلم
فیلمبرداری در می ۲۰۲۱ در مکزیکو سیتی انجام شد. فیلمبرداری در نیومکزیکو در اوت ۲۰۲۱ به پایان رسید.

## انتشار فیلم
این فیلم قرار است در تاریخ ۲۳ ژوئن ۲۰۲۳ در ایالات متحده اکران شود، قبل از اینکه در ۱۱ جولای «رونمایی دیجیتالی» شود. این اولین فیلمی خواهد بود که توسط وای‌واررد اینترتایمنت که حق پخش را در آوریل ۲۰۲۳ به دست آورد، در سینما اکران می‌شود.